# Sidi Bouknadel
Sidi Bouknadel (nom officiel), aussi appelée Sidi Abi Al Kanadil, est une ville marocaine de la préfecture de Salé, dans la région de Rabat-Salé-Kénitra, qui a le statut de municipalité.
Elle est connue pour sa plage des Nations, ses Jardins exotiques ou le musée ethnographique Belghazi.

## Géographie
À environ 15 km au nord de Rabat, Sidi Bouknadel se trouve sur la côte atlantique. Elle comporte une grande plage, la plage des Nations.

## Histoire

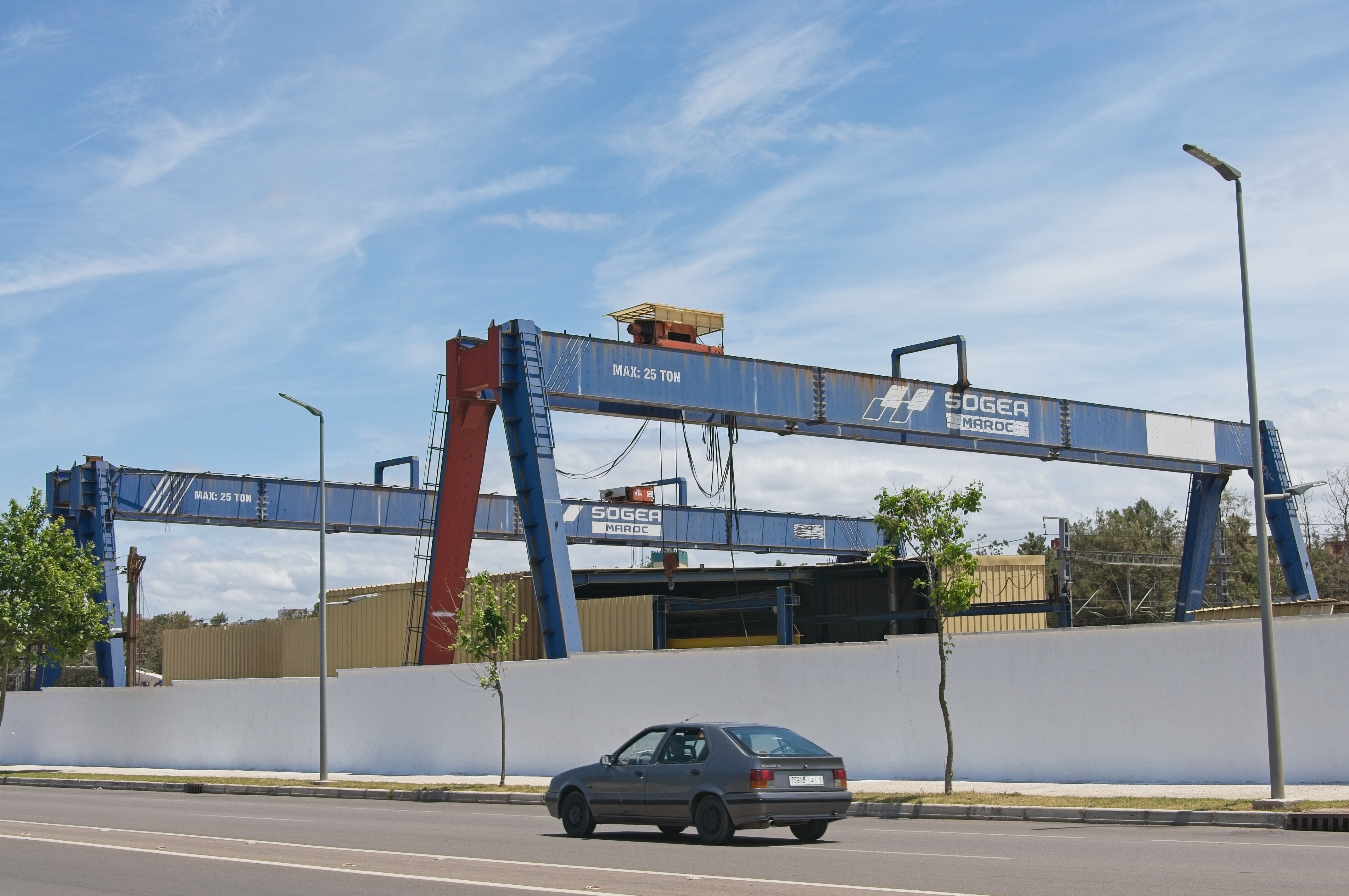
L'entreprise SOGEA route de Rabat le 18 mai 2024

La commune de Sidi Bouknadel fait partie des 735 premières communes rurales qui ont été formées lors du premier découpage communal qu'à connu le Maroc en 1959, elle se trouvait dans la province de Rabat, précisément dans le cercle de Rabat-Banlieue.
Sidi Bouknadel est une ancienne commune rurale disposant d'un centre urbain du nom de Bouknadel. En 2008, elle a perdu une partie de son territoire afin de permettre la création d'une nouvelle commune rurale, Ameur, et est devenue une commune urbaine (ou municipalité),.

### Accident ferroviaire de Bouknadel
La commune connaît un accident ferroviaire tragique le 16 octobre 2018 causant la mort de 7 personnes et en bléssant 125.

### Héraldique
| Petites armoiries de Sidi Bouknadel | Les armoiries de la ville de Sidi Bouknadel se blasonnent ainsi : « D’argent à la fasce dentelée de gueules, accompagnée de lampe ansés de deux et de un de sinople, allumés de gueules. L’écu est timbré de la couronne royale marocaine. » Armes parlantes (qnādal de l’arabe marocain قنادل pluriel de qandīl قنديل désigne une lampe à huile.). | Grandes armoiries de la ville de Sidi Bouknadel |

## Démographie
(février 2012).

## Lieux et monuments
- Jardins exotiques de Bouknadel
- Musée Belghazi
- Gare de Sidi Bouknadel

## Personnalités liées à la commune
- Marcel François (1900-1999), ingénieur horticole, créateur des Jardins exotiques de Bouknadel.